# 1999年度電視節目欣賞指數調查
1999年度電視節目欣賞指數調查，頒獎禮於1999年3月14日頒發。

## 最高欣賞指數電視節目
- 第一位：尋找他鄉的故事II（亞洲電視）
- 第二位：醫生與你（香港電台）
- 第三位：九九年大事回顧系列（無綫電視）
- 第四位：毒海浮生（香港電台）
- 第五位：活著就是精彩（無綫電視）
- 第六位：鏗鏘集（香港電台）
- 第七位：愛子方程式（香港電台）
- 第八位：小學校際問答比賽（香港電台）
- 第九位：天下無敵獎門人（無綫電視）
- 第十位：縱橫四海（亞洲電視）

## 外部連結
- 1999年度電視節目欣賞指數調查（页面存档备份，存于）